# Блаумане, Кристина
Кристина Блаумане (латыш. Kristīne Blaumane; род. 1975, Рига) — латвийская виолончелистка.

## Биография
Из семьи музыкантов. Окончила Латвийскую музыкальную академию (класс Элеоноры Тестелец), затем — Гилдхоллскую школу музыки в Лондоне. C 1996 живёт в Великобритании.

## Творческие контакты
Концертмейстер группы виолончелей оркестра Амстердам Симфониетта, приглашенный концертмейстер оркестра Кремерата Балтика Гидона Кремера. Вместе с Р. Минцем и М. Рысановым играет в трио ASCH. Выступала с Айзеком Стерном, Гидоном Кремером, Йо-Йо-Ма, Ким Кашкашьян,  Л. О. Андснесом,  Татьяной Гринденко, Ю. Башметом, О. Майзенбергом и др. Регулярно участвует в международном фестивале Kremerata Musica в Локкенхаусе (Австрия), московском фестивале Возвращение.

## Репертуар
В репертуаре виолончелистки — Бетховен, Шуберт, Брамс, Сезар Франк, Дебюсси, Равель, Респиги, Пуленк, Шульхоф, Шостакович, Шнитке, Васкс, Джон Тавенер, Петерис Плакидис, Добринка Табакова.
Первый альбом, записанный Блаумане вместе с российским пианистом Яковом Кацнельсоном, включает сонаты Эдварда Грига и Сэмюэла Барбера, а также редко исполняемые «Вариации на словацкую тему» Богуслава Мартину.

## Признание
Победитель конкурсов Альтернатива-95, Motorola Competition, Молодой музыкант года Латвийской филармонии, конкурса камерных ансамблей в Кармеле (США). Лауреат Hattori Foundation Award, Ian Flemming Award, Lord Mayor’s Prize. Большая музыкальная премия Латвии (2005).